# Eremaphanta minuta
Eremaphanta minuta är en biart som beskrevs av Popov 1957. Eremaphanta minuta ingår i släktet Eremaphanta och familjen sommarbin. Inga underarter finns listade i Catalogue of Life.